# ایدسیوا انرژی

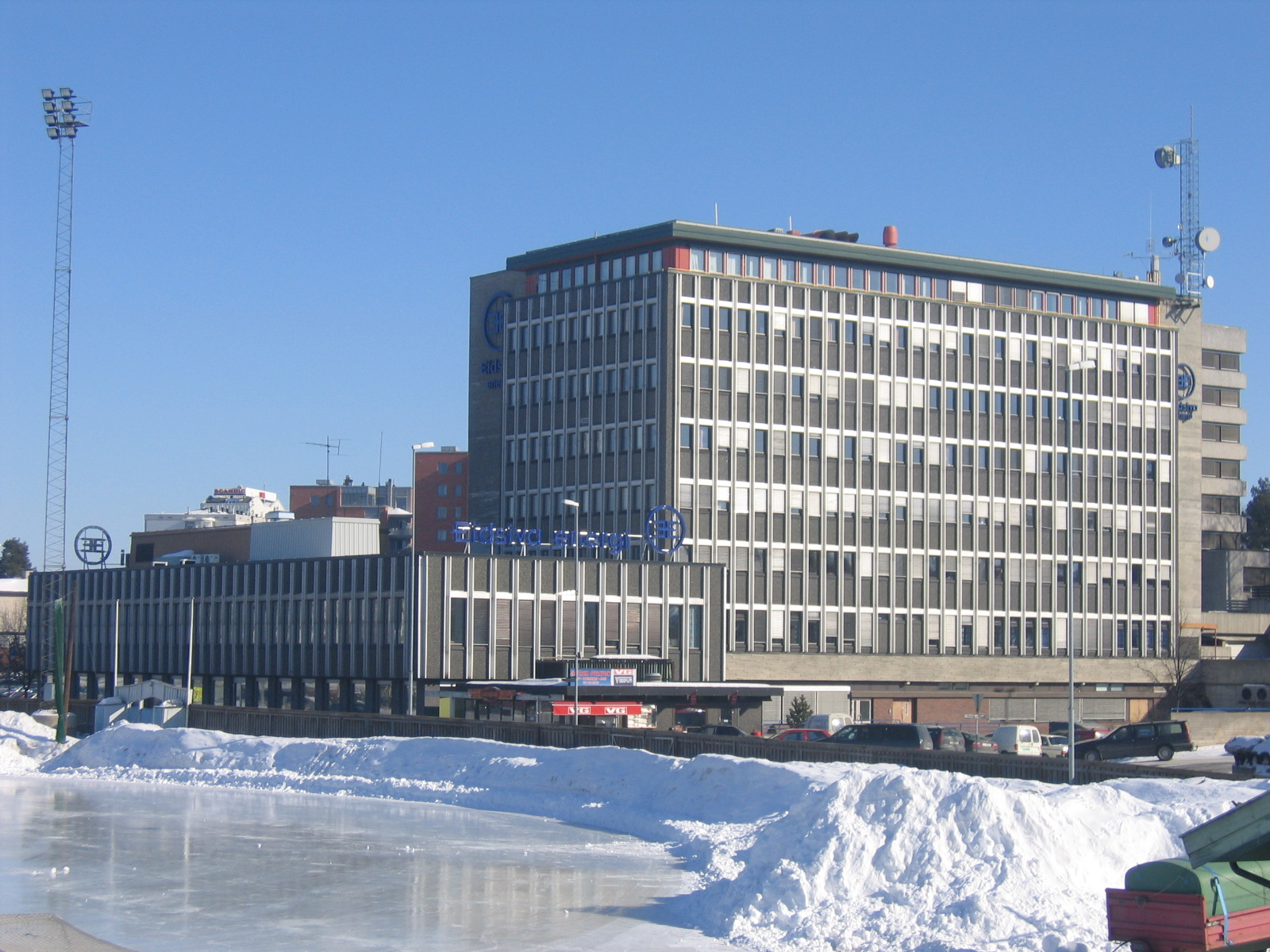
دفتر مرکزی شرکت برق ایدسیوا انرژی در هامار، نروژ

ایدسیوا انرژی (انگلیسی: Eidsiva Energi) شرکت دولتی برق نروژی است، که در سال ۲۰۰۰ تأسیس شد.